# Нинова, Ирина Александровна
Ирина Александровна Нинова (24 октября 1958, Ленинград — 16 сентября 1994 или 17 сентября 1994, Санкт-Петербург) — переводчица с английского и французского языков.

## Биография
Ирина Александровна Нинова родилась в Ленинграде в 1958 году в литературной семье.  Её отец, Александр Алексеевич Нинов, был доктором филологических наук и профессором ЛГУ, а мать, Лидия Нинова, работала старшим редактором в знаменитой серии «Библиотека поэта» издательства «Советский писатель». Закончив школу с углубленным изучением английского языка, в 1975 году Ирина поступила на английское отделение филологического факультета ЛГУ.  В 1980 году проходила учебную стажировку в Илингском политехническом колледже (ныне Университет Западного Лондона). В 1981 году Ирина с отличием закончила университет, защитив диплом по специальности «английский язык и литература», а затем поступила в аспирантуру ЛГУ. После окончания аспирантуры проходила стажировку в Великобритании по приглашению Британского совета (в частности и для того, чтобы лучше изучить литературу, посвящённую Гертруде Стайн), в университете в Норвиче.
С 1981 по 1988 годы Нинова преподавала английский язык в Ленинградском инженерно-строительном институте (ЛИСИ ныне СПбИСИ), в Русском музее, где занималась переводами и реферированием научной литературы в Отделе информации ГРМ (помимо английского владела французским языком, читала по-испански и по-немецки). Параллельно с работой в Русском музее с 1990 года преподавала на Государственных курсах Интерцентра «Мир».
В 1981 году стала членом Семинара по художественному переводу при Союзе писателей, училась у такого мэтра, как Эльга Львовна Линецкая. В 1987-1989 годах принимала участие в Всероссийских совещаниях молодых переводчиков, проводимых в домах творчества писателей в Малеевке, Пицунде и Дубылтах, где занималась в семинаре прозы у Татьяны Алексеевны Кудрявцевой.
С 1991 по 1993 годы в номерах русской версии международного журнала «Lettre internationale» /Всемирное слово в переводах Ирины опубликованы статьи следующих авторов: Иосиф Бродский («Altra ego», «Нескромное предложение», Михаил Игнатьев («Европа»), Ханс Коннинг («Официальная память. Заметки о национализме»), Игорь Стравинский – Джордж Баланчин («Диалоги»), Гертруда Стайн («Париж Франция» (с послесловием переводчика о писательнице), Роберт Конквест («Сталин сегодня», глава из книги с предисловием переводчика «Тот, кто нёс гибель народам»), Салман Рушди («Декларация независимости»).
В 1993 году в журнале «Нева» (№№ 10 -11-12, 1993) в ее переводе впервые опубликован роман Гертруды Стайн «Автобиография Алисы Б. Токлас», а в 2000 году этот роман издан в издательстве ИНАПРЕСС (с включением в это издание глав, не вошедших ранее в журнальную публикацию). В своем послесловии к этому изданию известный петербургский литератор и критик Самуил Аронович Лурье написал, что «с завершением своего труда Ирина Нинова выросла в искушённого, опытного переводчика одного из самых многообещавших молодых талантов петербургской переводческой школы Эльги Львовны Линецкой, может быть, лучшей творческой школы в нашей стране», а другой переводчик Борис Дугин заявил, что «если бы эту книгу перевели в 60-е годы, она бы радикально изменила литературную эпоху». 
В отдельных изданиях в переводах Ирины опубликованы также: новеллы Огюста Вилье де Лиль Адана («Избранное» (Л.,Худлит, 1988); очерки  Александра Дюма (Путевые впечатления в России, в издании соч. в 3-х т. («Казань», «Саратов», М., Ладомир,1993), публицистика Альбера Камю и Бертрана Рассела (в кн. Лекции и речи лауреатов Нобелевской премии по литературе (СПб, Худлит, 2003), несколько литературных эссе Иосифа Бродского и Владимира Набокова,  две пьесы Эжена Ионеско,  сказка Мари Катрин Д'Онуа  (М.: Звонница-МГ, 2021)
Её переводы отличались точностью и живым языком, а выбор авторов — от авангардной Гертруды Стайн до политических эссе Роберта Конквеста — свидетельствовал о широком кругозоре.
Ирина Нинова ушла из жизни рано, в 35 лет, 17 сентября 1994 года. Её похоронили на Комаровском кладбище под Санкт-Петербургом. 

## Избранные переводы
- Александр Дюма. Путевые впечатления в России. В трёх томах. / пер. с фр. И.А. Ниновой. — М., 1988.
- Гертруда Стайн. Автобиография Алисы Б. Токлас. / пер. с англ. Ирины Ниновой. — СПб.: ИНА-ПРЕСС, 2000[4][5]